# 그루밍

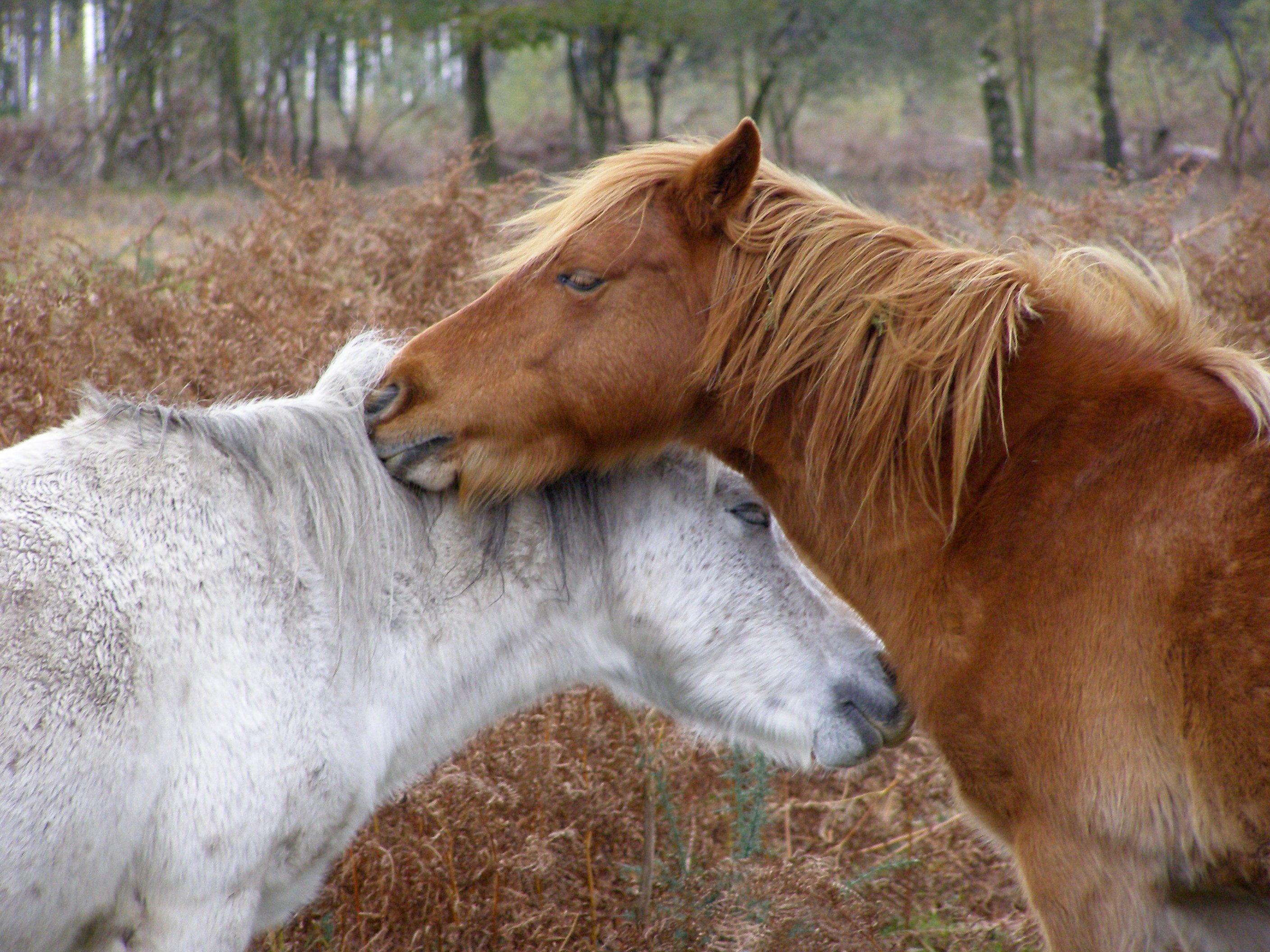
영국 뉴포레스트 터프힐에서 조랑말이 서로 그루밍하고 있는 모습

그루밍(grooming) 또는 프리닝(preening)은 신체 일부를 깨끗이 하고 유지하는 기술이자 관행이다. 이는 종 특유의 행동이다.

## 동물
각 동물은 정기적으로 몸을 깨끗이 씻고 모피, 깃털 또는 기타 피부 덮개를 양호한 상태로 유지한다. 이러한 활동은 위생의 한 형태이다. 곤충, 나뭇잎, 흙, 나뭇가지, 기생충 등의 이물질을 추출하는 것이 그루밍의 한 형태이다. 동물 중에서 새는 깃털을 다듬는 데 상당한 시간을 보낸다. 이는 외부 기생충을 제거하고 깃털을 좋은 공기 역학적 상태로 유지하며 방수 처리하기 위해 수행된다. 이를 위해 그들은 미골샘에서 분비되는 프리엔 오일, 솜털의 먼지, 또는 먼지 목욕이나 개미와 같은 기타 수단을 사용한다. 기름 유출이 발생하는 동안 펭귄을 구조하는 동물 보호론자들은 때때로 펭귄에게 니트 스웨터를 입혀 펭귄이 몸을 다듬어 독성이 있는 미네랄 오일을 섭취하는 것을 막는다. 원숭이는 털에서 서캐를 골라내거나 뒷부분을 긁어 깨끗하게 유지하기도 한다. 고양이는 광범위한 그루밍으로 잘 알려져 있다. 고양이는 너무 자주 그루밍을 하여 섭취한 털에서 헤어볼을 생성하는 경우가 많다. 많은 포유류 종은 교미 후에도 생식기를 손질한다.